# Mieczysław Godyń
Mieczysław Krzysztof Godyń (ur. 9 czerwca 1952 r., w Krakowie) – tłumacz, pisarz. W roku 1971 ukończył Liceum Muzyczne w Krakowie, a w roku 1978 filozofię na Uniwersytecie Jagiellońskim. Członek Stowarzyszenia Pisarzy Polskich. Mieszkaniec Sandomierza, nauczyciel w sandomierskich szkołach.

## Twórczość

### Proza
Dżdżownice dłuższe i krótsze (opowiadania), Sandomierz 1998.
Usłyszeć głos słonia, Sandomierz 2006.

### Przekłady z języków obcych
Arendt, Hannah, Między czasem minionym a przyszłym: osiem ćwiczeń z myśli politycznej
Warszawa 1994.
Arendt, Hannah, O rewolucji
Kraków 1991, II wyd. Warszawa 2003.
Arendt, Hannah, Polityka jako obietnica
Warszawa 2007.
Arendt, Hannah, Salon berliński i inne eseje
Warszawa 2008.
Attenborough, David, Na ścieżkach życia: historia naturalna zachowań zwierzęcych
Warszawa 1996.
Bartlett, Amanda, Książka z kalkulatorem dla dzieci
Warszawa 1995.
Brierley, Jane, Dziwne stworzenia  Montreal 1992.
Bortolussi, Stefano, Kniaź Iwan i inne bajki
Warszawa 1998.
Coetzee, J.M., Dzieciństwo Jezusa  Kraków 2013.
Cztery narody, cztery spojrzenia : perspektywy dialogu międzykulturowego Kielce 2012..
Dialog dla przyszłości: ten Inny w pamięci zbiorowej  Sandomierz 2008.
Ford, Stephen, The Guiness book of football : zostań mistrzem
Warszawa 1992...
Heaney, Marie, Za dziewiątą falą : księga legend irlandzkich
Kraków 1996.
Holeinone, Peter, Kot w butach i inne bajki
Warszawa 2006.
James, Jamie, Muzyka sfer : o muzyce, nauce i naturalnym porządku wszechświata
Kraków 1996.
Johnson, Paul,	Historia Żydów
Kraków 1998..
Józef Krzysztof Oraczewski - Biało - Czerwona: [wystawa w ramach Obchodów 150. rocznicy Powstania Styczniowego]  Kielce 2013.
Kaufman, James C, Kreatywność  Warszawa 2011.
Ko, Un,  Maninbo: dziesięć tysięcy istnień Kraków 2012.
Ko, Un,  Raptem deszcz: wybór wierszy  Kraków 2009..
Lampa Aladyna
Warszawa 1995, II wyd. 1998.
Liu, JeeLoo, Wprowadzenie do filozofii chińskiej: od myśli starożytnej do chińskiego buddyzmu  Kraków 2010..
Marks, Burton, Kalkulator - gry, zagadki i łamigłówki: [czyli arytmetyka na wesoło]
Warszawa [1995].
Martin, Anthony R., Wieloryby
Warszawa 1992.
Merton, Thomas, Droga Chuang Tzu
Kraków 2005.
Maushart, Susan, E-migranci: pół roku bez internetu, telefonu i telewizji  Kraków 2014..
Najpiękniejsze baśnie świata
Warszawa 1998, II wyd. 2000.
Najpiękniejsze baśnie świata i Polski
Warszawa 2003.
Piękna i Bestia i inne baśnie
Warszawa 2008.
Ruyer, François, Zabawa w chowanego
Warszawa 1996.
Simonton, Dean Keith, Geniusz  Warszawa 2010..
Solyom, Catherine, Jaś i Małgosia
Warszawa 1999, II wyd. 2008.
Tomcio Paluch i inne baśnie
Warszawa 2008.
Tradycja wynaleziona
Kraków 2008.
Turgeon, Stéphane, Amerykańska powieść przygodowa
Warszawa [1999].
Turgeon, Stéphane, Trzy małe świnki
Warszawa 1995, II wyd. 1999.
Walsh, David, Oszustwo niedoskonałe: jak zdemaskowałem Lance'a Armstronga  Kraków 2013.
Wolf, Tony, Królewna Śnieżka
Warszawa 1995, II wyd. 2000.
Wolf, Tony, Pinokio
Warszawa 1995.
Wolf, Tony, Trzy małe świnki
Warszawa 1995.
Wybrane wiersze z: Snyder, Gary, Dlaczego kierowcy ciężarówek z drewnem wstają wcześniej niż adepci Zen  Kraków 2013.
Złota księga bajek: opowieści ze wszystkich stron świata  Warszawa 2000.